# Spinus
A Spinus a madarak osztályának verébalakúak (Passeriformes) rendjébe a pintyfélék (Fringillidae) családjába és a Carduelinae alcsaládjába tartozó nem.
Az ide sorolt fajokat korábban a Carduelis nembe sorolták, de a 2012-ben lezajlott filogenetikai és molekuláris biológiai vizsgálatok bebizonyították, hogy az a nem súlyosan polifiletikus.
Ezt követően a nemet több kisebb, monofiletikus nemre bontották szét és a csízek a korábban már használt Spinus nembe kerültek át.
A nemet 1816-ban alkotta meg a német természettudós Koch.

## Rendszerezés
A nembe az alábbi 20 faj tartozik:
- - tibeti csicsörke (Spinus thibetanus), korábban a Serinus nembe volt besorolva
- Amerikai csízek, 3 faj
  - aranycsíz (Spinus tristis)
  - álarcos csíz (Spinus lawrencei)
  - kis aranypinty (Spinus psaltria)
- Északi csízek, 3 faj
  - csíz (Spinus spinus)
  - fenyőcsíz (Spinus pinus)
  - haiti csíz (Spinus dominicensis)
- Neotrópusi csízek, 13 faj
  - guatemalai csíz (Spinus atriceps)
  - feketefejű csíz (Spinus notata)
  - bajszos csíz (Spinus barbata)
  - sárgahasú csíz (Spinus xanthogastra)
  - olajzöld csíz (Spinus olivacea)
  - Magellán-csíz (Spinus magellanica)
  - Spinus siemiradzkii
  - Yarrell-csíz (Spinus yarrellii)
  - tűzcsíz (Spinus cucullatus)
  - fekete csíz (Spinus atrata)
  - kordillerai csíz (Spinus uropygialis)
  - vastagcsőrű csíz (Spinus crassirostris)
  - andoki csíz (Spinus spinescens)